# Kopalnia Węgla Kamiennego „1 Maja”
Kopalnia Węgla Kamiennego „1 Maja” (KWK „1 Maja”) – kopalnia węgla kamiennego w Wodzisławiu Śląskim, w dzielnicy Wilchwy. Obecnie nieczynna. Aktualnie w miejscu kopalni znajduje się wodzisławska strefa gospodarcza oraz elektrociepłownia „1 Maja”.

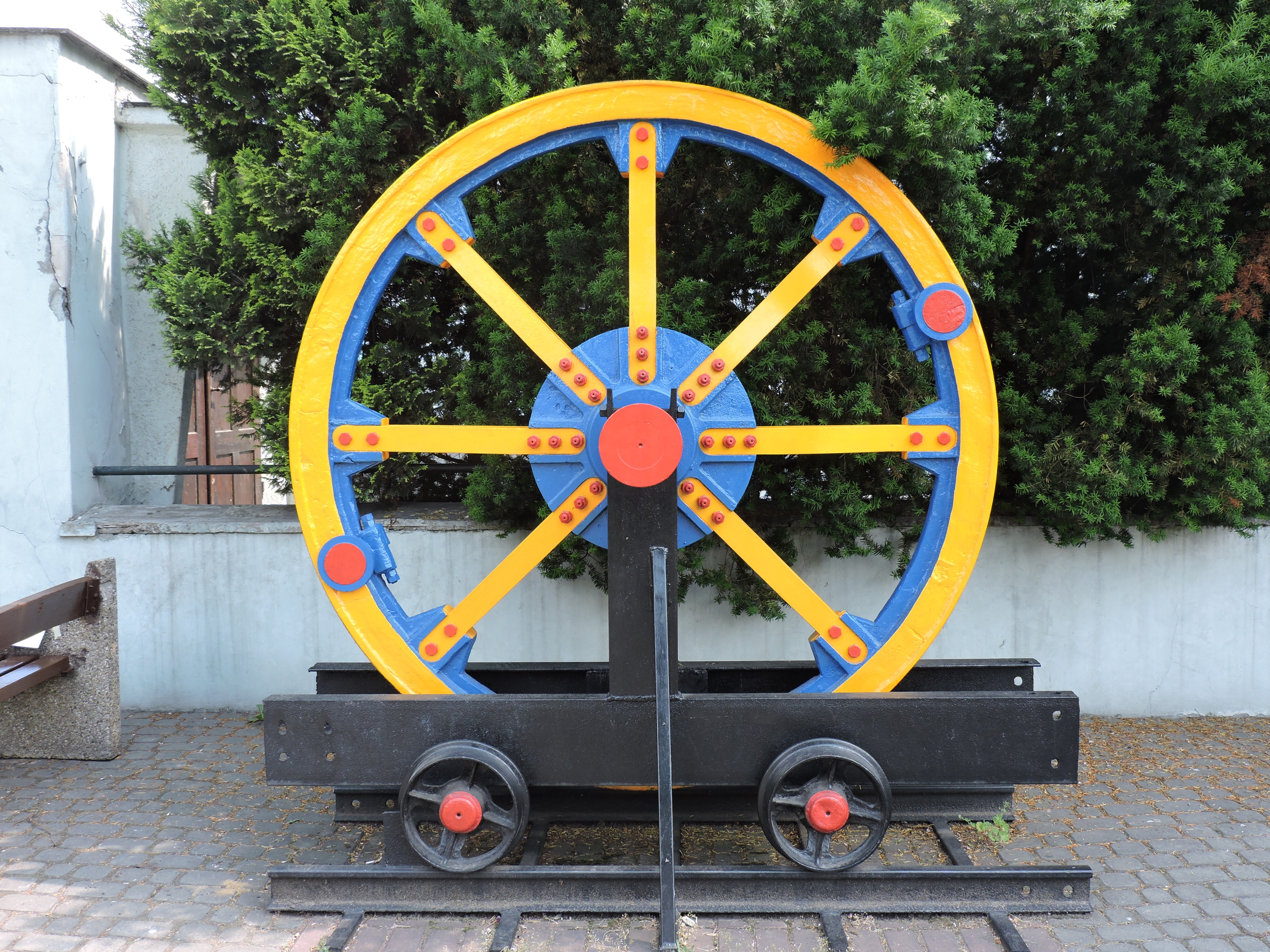
Koło wyciągowe z szybu KWK 1 Maja, obok WCK w Wodzisławiu Śląskim

## Historia
Kopalnia została wybudowana w latach 1952–1960 w ramach planu sześcioletniego. Była pierwszą wybudowaną od podstaw kopalnią węgla kamiennego w PRL. 1 maja 1960 nastąpiło przekazanie zakładu do eksploatacji i rozpoczęcie wydobycia węgla kamiennego. Do grudnia 1960 nosiła nazwę KWK „Mszana w budowie”, a od 1 stycznia 1961 nosiła nazwę „1 Maja”. Dyrekcja kopalni została przeniesiona z Mszany do Wilchw. W 1974 roku dyrekcję przeniesiono do Wodzisławia Śląskiego. 
Właścicielem zakładu było Rybnickie Zjednoczenie Przemysłu Węglowego. W okresie stanu wojennego przystąpiono do „militaryzacji” kopalni. Od 1982 należała do Zrzeszenia Kopalń Węgla Kamiennego z siedzibą w Jastrzębiu-Zdroju, następnie Rybnicko-Jastrzębskiego Gwarectwa Węglowego, a po 1 stycznia 1989 roku Przedsiębiorstwa Eksploatacji Węgla „Południe”. W 1995 roku połączono KWK „1 Maja” z KWK „Marcel” pod nazwą «Rybnicka Spółka Węglowa S.A. Kopalnia Węgla Kamiennego „Marcel” w Wodzisławiu Śląskim». 
9 grudnia 2001 oficjalnie zamknięto kopalnię. Wiele budynków zostało zburzonych m.in. szyby górnicze. Pozostały m.in. budynki i wysoki komin ciepłowni, budynki administracyjne i zaplecze kulturalno-sportowe.
Obecnie na tym terenie funkcjonują m.in. zakłady przemysłowe, kryta pływalnia „Manta” należąca do Miejskiego Ośrodka Sportu i Rekreacji, a także Wydział Zamiejscowy Akademii Humanistyczno-Ekonomicznej w Łodzi. Wodzisławska uczelnia jest właścicielem znacznej części terenów i obiektów po zlikwidowanej kopalni.